# Kilen (Sideby)

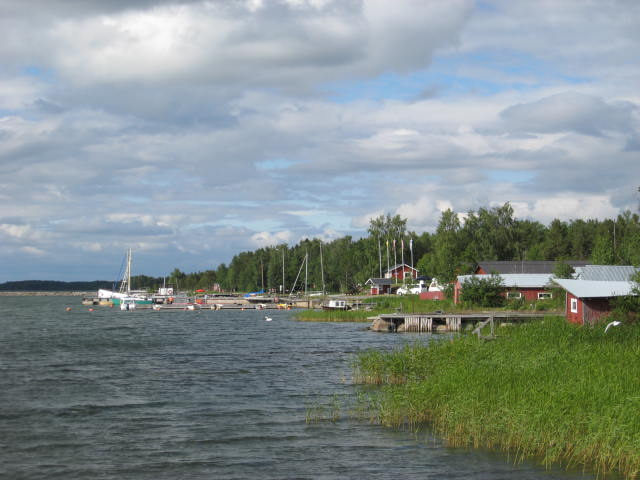
Hamnen i Kilen.

Kilen (finska: Kiili) utgör byn Sidebys traditionsrika fiskehamn med anor från tidigt 1700-tal. Byn ligger i södra delen av Kristinestad. Museiverket i Finland har konstaterat att hamnmiljön är av riksintresse. Kilens fiskhamn har bevarats som ett österbottniskt kustsamhälle, där man idkat bondeseglation, skeppsbyggeri, sjöfart och fångstnäringar och som en bebyggd miljö som formats av dessa näringar. Ovanför den genuina hamnen ligger hembydsmuseet Kilens Hembygdsgård. År 1968 flyttades den första byggnaden till Hembygdsgårdens musei- och fritidsområde vid Kilstranden från den närliggande trakten. Hembygdsmuseet invigdes år 1969. Verksamheten drivs av Stiftelsen Kilens hembygdsgård i Sideby, införd i Finlands stiftelseregister 1968.
Kilhamns besöksbrygga är populär. Hamnen försågs år 2011 med en förbättrad djupsäkrad farled med ett ledgångsdjup på 2,4 meter, vilket betyder att även djupare segelbåtar kan ta sig fram till gästhamnen.
Aktören Sideby Fiskargille r.f. är delägare i Solrutten och beskriver detaljerat den nya farleden och de nya hamnförhållandena på Solruttens webbsidor.